# Łukasz Gierak
Łukasz Gierak (Wągrowiec, 22 de junio de 1988) es un jugador de balonmano polaco que juega de central en el ARGED KPR Ostrovia. Es internacional con la selección de balonmano de Polonia.
Con la selección disputó los Juegos Olímpicos de Río de Janeiro 2016.

## Palmarés

### TuS N-Lübbecke
- 2.Bundesliga (1): 2017

## Clubes
- Nielba Wągrowiec (2005-2012)
- Pogoń Szczecin (2012-2016)
- TuS Nettelstedt-Lübbecke (2016-2020)
- Pogoń Szczecin (2020-2022)
- ARGED KPR Ostrovia (2022- )